# Mounir El Allouchi
Mounir El Allouchi (Roosendaal, 27 settembre 1994) è un calciatore olandese, centrocampista svincolato.

## Caratteristiche tecniche
È un centrocampista offensivo.

## Carriera

### Club
Cresciuto nelle giovanili del NAC Breda, ha esordito in prima squadra il 23 settembre 2014 in un match di KNVB beker vinto 4-3 contro lo Spakenburg.

## Statistiche

### Presenze e reti nei club
Statistiche aggiornate al 6 gennaio 2017.
| Stagione             | Squadra              | Campionato           | Campionato | Campionato | Coppe nazionali | Coppe nazionali | Coppe nazionali | Coppe continentali | Coppe continentali | Coppe continentali | Altre coppe | Altre coppe | Altre coppe | Totale | Totale | Totale |
| Stagione             | Squadra              | Comp                 | Pres       | Reti       | Comp            | Pres            | Reti            | Comp               | Pres               | Reti               | Comp        | Pres        | Reti        | Pres   | Reti   |        |
| -------------------- | -------------------- | -------------------- | ---------- | ---------- | --------------- | --------------- | --------------- | ------------------ | ------------------ | ------------------ | ----------- | ----------- | ----------- | ------ | ------ | ------ |
| 2014-gen. 2015       | NAC Breda            | ERE                  | 2          | 0          | CO              | 1               | 0               |                    | -                  | -                  |             | -           | -           | 3      | 0      |        |
| gen.-giu. 2015       | Helmond Sport        | EED                  | 15         | 4          | CO              | 0               | 0               |                    | -                  | -                  |             | -           | -           | 15     | 4      |        |
| 2015-2016            | Helmond Sport        | EED                  | 32         | 5          | CO              | 1               | 0               |                    | -                  | -                  |             | -           | -           | 33     | 5      |        |
| Totale Helmond Sport | Totale Helmond Sport | Totale Helmond Sport | 47         | 9          |                 | 1               | 0               |                    | -                  | -                  |             | -           | -           | 48     | 9      |        |
| 2016-2017            | NAC Breda            | EED                  | 26+4       | 4          | CO              | 1               | 0               |                    | -                  | -                  |             | -           | -           | 31     | 4      |        |
| 2017-2018            | NAC Breda            | ERE                  | 18         | 1          | CO              | 1               | 0               |                    | -                  | -                  |             | -           | -           | 19     | 1      |        |
| Totale carriera      | Totale carriera      | Totale carriera      | 97         | 14         |                 | 4               | 0               |                    | -                  | -                  |             | -           | -           | 101    | 0      |        |